# Liste der Monuments historiques in Villiers-Adam
Die Liste der Monuments historiques in Villiers-Adam führt die Monuments historiques in der französischen Gemeinde Villiers-Adam auf.

## Liste der Bauwerke
| Bezeichnung       | Beschreibung              | Standort                     | Kennzeichnung | Schutzstatus | Datum | Bild           |
| ----------------- | ------------------------- | ---------------------------- | ------------- | ------------ | ----- | -------------- |
| Kirche St-Sulpice | Erbaut im 13. Jahrhundert | Place Aristide-Briand (Lage) | PA00080234    | Classé       | 1927  | weitere Bilder |

## Liste der Objekte
| Bezeichnung                     | Beschreibung          | Standort                        | Kennzeichnung | Schutzstatus | Datum | Bild |
| ------------------------------- | --------------------- | ------------------------------- | ------------- | ------------ | ----- | ---- |
| Skulptur des heiligen Sebastian | Holz, 17. Jahrhundert | in der Kirche St-Sulpice (Lage) | PM95000761    | Classé       | 1965  |      |
| Lesepult                        | Holz, 18. Jahrhundert | in der Kirche St-Sulpice (Lage) | PM95001338    | Inscrit      | 2013  |      |